# CDex
CDex es un extractor de audio de CD libre para Microsoft Windows, distribuido bajo la Licencia Pública General de GNU. En 2010 fue el 14º programa más descargado de SourceForge, con más de 41 millones de descargas. CDex es desarrollado por Georgy Berdyshev, y su autor original es Albert L. Faber.

## Características
CDex puede convertir el audio de los discos compactos a otros formatos de audio, como WAV, Vorbis, MP3 (usando el codificador LAME), VQF, Musepack, APE, FLAC, entre otros. También es compatible con CD-Text para que las pistas extraídas tengan los nombres de los temas, álbumes y artistas. Además incluye cdparanoia para lograr una lectura robusta de los discos.

## Historia
En enero de 2006, en el sitio web de CDex se solicitaba un nuevo gestor de proyecto y desarrollador, dando a entender que Albert L. Faber se encontraba próximo a abandonar el proyecto. El 5 de junio de 2006 se publicó la versión 1.70 Beta 1 de CDex en SourceForge. Esta fue la primera actualización oficial del programa en casi tres años. Poco después, el 23 de junio, se publicó la versión 1.70 Beta 2.
El 30 de junio de 2007 se actualizó la licencia a GPLv3, un día después de que esta fuera publicada.

## Advertencias
Desde hace ya un tiempo es imposible el acceso al código fuente del programa desde la página web oficial. Los enlaces al mismo han sido eliminados y el instalador no ofrece ninguna opción de descarga de dicho código, lo cual podría constituir una violación de la licencia GPL.
La instalación del programa incluye la descarga de la dll fusion.dll, considerada adware por algunos antivirus. Este comportamiento no se observa en máquina virtual VirtualBox, en lo que parece ser un medio de camuflaje.